# Rudolf Herrnstadt

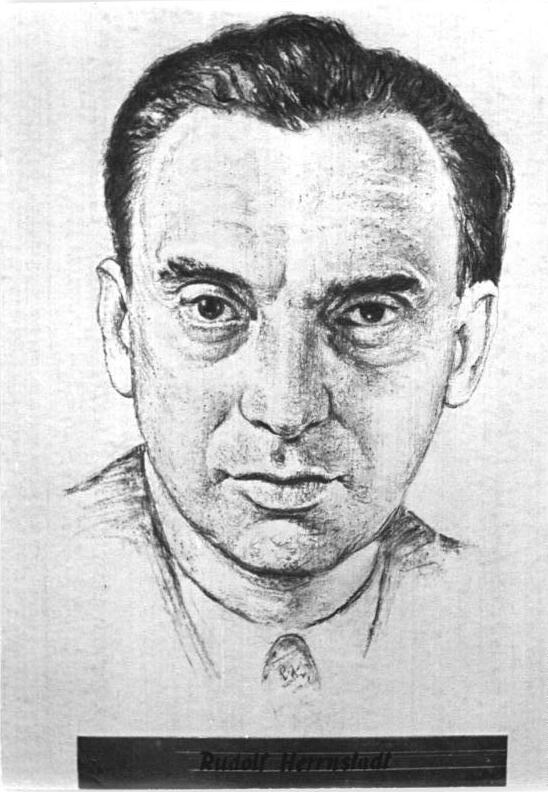
Rudolf Herrnstadt (Zeichnung) aus der Ausstellung der II. Parteikonferenz der SED. Foto: Hans-Günter Quaschinsky, 13. Juli 1952

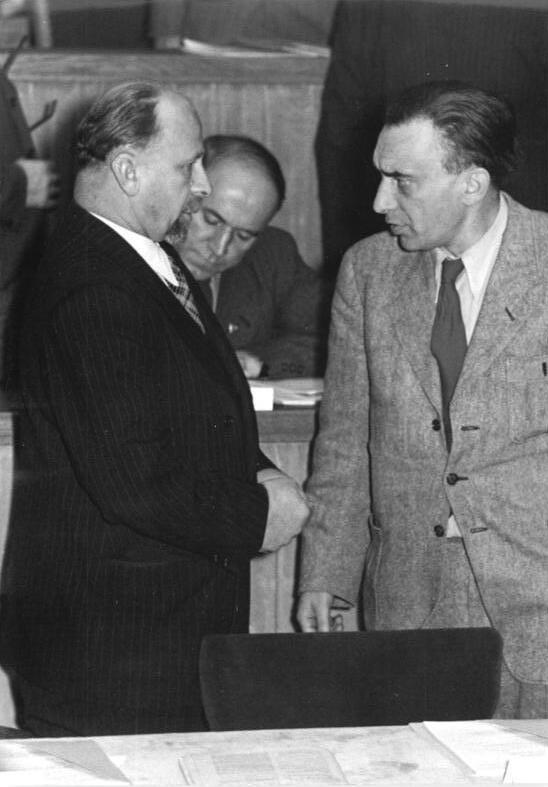
Rudolf Herrnstadt (rechts) im Gespräch mit Walter Ulbricht (links im Bild). Aufnahme aus dem Jahr 1951

Rudolf Herrnstadt (* 18. März 1903 in Gleiwitz, Schlesien; † 28. August 1966 in Halle/Saale) war ein deutscher Journalist, Agent und Politiker (KPD/SED).
Herrnstadt wurde nach seinem abgebrochenen Studium der Rechtswissenschaft (1922) zu einem überzeugten Kommunisten. Er wurde trotz seiner bourgeoisen Herkunft 1930 von der Kommunistischen Partei Deutschlands (KPD) aufgenommen und arbeitete für den sowjetischen Militärgeheimdienst Glawnoje Raswedywatelnoje Uprawlenije (GRU, „Hauptverwaltung für Aufklärung“). Als Auslandskorrespondent des Berliner Tageblatts war er in Prag (1929), Warschau (1931 bis 1936) und Moskau (1933) tätig. Er emigrierte 1939 während des Überfalls auf Polen in die Sowjetunion, wo er während des Deutsch-Sowjetischen Kriegs ab 1944 als Chefredakteur der Zeitung Neue Zeit im Nationalkomitee Freies Deutschland im Kampf gegen den NS-Staat aktiv war.
Nach Ende des Zweiten Weltkriegs kehrte Herrnstadt 1945 nach Berlin zurück, war zunächst in der Sowjetischen Besatzungszone, ab 1949 in der Deutschen Demokratischen Republik (DDR) Chefredakteur der Berliner Zeitung und an der Gründung des Berliner Verlags und der Zeitung Neues Deutschland (Zentralorgan der SED) wesentlich beteiligt. Von 1950 bis 1953 war er Mitglied im Zentralkomitee (ZK) der SED und Kandidat des Politbüros der SED.
Herrnstadt setzte sich in den frühen 1950er Jahren für eine Demokratisierung innerhalb der SED ein, verlor aber den Machtkampf gegen den Generalsekretär des ZK Walter Ulbricht. Nach dem Aufstand vom 17. Juni 1953, wo Herrnstadt in Artikeln im Neues Deutschland u. a. Verständnis für die Proteste gezeigt hatte, verlor er gemeinsam mit anderen Opponenten gegen Ulbricht wegen „parteifeindlicher Fraktionsbildung“ den Sitz im ZK. Im selben Jahr verlor er auch seine Stellung als Chefredakteur von Neues Deutschland. 1954 wurde er aus der SED ausgeschlossen und bis zu seinem Lebensende nicht rehabilitiert.

## Leben

### Jugend und frühe Jahre
Rudolf Herrnstadt entstammte einer jüdischen Familie. Seine Mutter Maria-Clara entstammte einer Kaufmannsfamilie, die nach 1870 zu Wohlstand gekommen war. Sein Vater Ludwig Herrnstadt war in Gleiwitz als Rechtsanwalt und Notar tätig, gehörte – trotz seiner anwaltlichen Tätigkeit für verschiedene große Unternehmen – seit 1894 der SPD an und war Stadtverordneter in Gleiwitz. In einem etwa um 1930 verfassten Lebenslauf für den sowjetischen Militärnachrichtendienst schrieb Rudolf Herrnstadt, dass sein Vater monatlich etwa 1.200 (Reichs-)Mark verdiente, während das Monatsgehalt eines oberschlesischen Industriearbeiters zwischen 80 und 150 Mark schwankte. Deshalb bezeichnet er seinen Vater als „Angehörigen des jüdischen Sektors der gehobenen Bourgeoisie“.
Herrnstadt besuchte von 1912 bis 1921 das katholische Gymnasium in Gleiwitz und begann 1921 ein Studium der Rechtswissenschaft zunächst in der Friedrich-Wilhelms-Universität zu Berlin und setzte dieses ab März 1922 an der Ruprecht-Karls-Universität Heidelberg fort. Im Oktober 1922 teilte Rudolf Herrnstadt seinen Eltern mit, dass er sein Studium nicht fortsetzen, sondern zukünftig als Schriftsteller arbeiten wolle. Sein Vater verfügte daraufhin, dass sein noch minderjähriger Sohn in den oberschlesischen Zellstoffwerken zu arbeiten hatte. Rudolf Herrnstadt war dort bis zum Herbst 1924 als Lohnbuchhalter, Kassierer, Magazinverwalter und zuletzt als Sekretär der Direktion tätig. Gegen den Willen seiner Eltern ging Herrnstadt im November 1924 zurück nach Berlin. Seinen Lebensunterhalt bestritt er aus Unterstützungszahlungen seiner Eltern sowie als Lektor für den Drei-Masken-Verlag, während er gleichzeitig als freier Schriftsteller arbeitete. Ab Mai 1928 bewarb er sich beim Berliner Tageblatt und wurde zunächst als unbezahlter Hilfsredakteur, ab Herbst 1928 als technischer Redakteur angestellt. Er zählte zu den von Theodor Wolff geförderten Journalisten und reüssierte kurz darauf als Auslandskorrespondent in Prag (1929), Warschau (ab 1931 bis 1936) und Moskau (drei Monate im Sommer 1933). Seine „großbürgerliche Vergangenheit“ wurde nach einem Bericht Wolfgang Leonhards u. a. dadurch erkennbar, dass er noch in seiner Tätigkeit in der Sowjetunion als leitender Redakteur der Zeitung des „Nationalkomitees Freies Deutschland“ dadurch auffiel, dass er seine Untergebenen per „Sie“ anredete.
In seinem für den GRU verfassten Lebenslauf schreibt Herrnstadt, dass er in den 1920er Jahren Kommunist geworden sei, ohne dass er dies auf ein entscheidendes Einzelereignis zurückführen könne. Seinen Wunsch, der KPD beizutreten, führt er dagegen auf mehrere Ereignisse im Jahre 1929 zurück, bei denen Industrielle (damals noch als „Fabrikanten“ bezeichnet) auf Forderungen der Arbeiter nach veränderten Arbeitsbedingungen mit Aussperrungen reagierten. Auf sein Aufnahmegesuch wurde seitens der KPD – aufgrund seiner gehobenen bourgeoisen Herkunft – zunächst zögerlich reagiert. Gegen Ende 1930 wurde ihm jedoch bedeutet, dass seine Aufnahme gebilligt werde. Gleichzeitig wurde ihm jedoch nahegelegt, seine Stelle bei dem „bürgerlichen“ Berliner Tageblatt beizubehalten, um diese Position für die Partei auszunutzen. Die KPD führte ihn ab dem 1. Juli 1931 unter dem Decknamen Friedrich Brockmann als „Illegalen“.
Als er 1929 in Prag als Korrespondent des Berliner Tageblatts tätig war, wurde er von der KPD an die Abteilung IV (GRU) der Roten Armee verwiesen. Nach seiner Ankunft in Warschau 1932 pflegte er Verbindungen zu Mitgliedern der dortigen deutschen Gemeinschaft, darunter Botschafter Hans-Adolf von Moltke, der ihm sowohl Ratschläge als auch Kontakte vermittelte. Innerhalb weniger Jahre gehörten Ilse Stöbe, seine Geliebte und Journalistinkollegin, Rudolf von Scheliha, ein Berater an der deutschen Botschaft, Gerhard Kegel und Kurt und Margarita Völkisch, Botschaftsangestellte, zu seinem Spionagering. Insgesamt sollen die Informationen, die Herrnstadt (über Ilse Stöber) der sowjetischen Führung in Moskau vor dem Zweiten Weltkrieg zur Verfügung stellte, von hohem Wert gewesen sein. Nach dem 1934 geschlossenen Deutsch-polnischen Nichtangriffspakt „wendet sich Herrnstadt ganz den Bemühungen um ein Sicherheitsbündnis Polens gegen Hitler-Deutschland zu.“ Als der liberale Chefredakteur Paul Scheffler 1936 sein Amt aufgab, durfte Herrnstadt (als Jude) nicht mehr beim Berliner Tageblatt arbeiten, schrieb aber bis 1939 für verschiedene europäische Zeitungen. „Bis zuletzt waren seine Artikel leidenschaftliche Plädoyers für Polen.“

### Exil
Herrnstadt blieb als Auslandskorrespondent bis kurz vor dem Überfall auf Polen Ende August 1939 in Warschau, wo er weiterhin für den sowjetischen Militärgeheimdienst GRU zusammen mit Kegel und Stöbe tätig war. Während des Krieges in Polen emigrierte Herrnstadt in die Sowjetunion. In der ersten Zeit (bis 1943) des Zweiten Weltkrieges war er in leitender Position in der politischen Führung der Roten Armee tätig. Infolge der Verhaftung vieler Mitglieder der Roten Kapelle 1942 wurde er der Geheimen Staatspolizei (Gestapo) und anderen Geheimdiensten bekannt. Ab Sommer 1943 lebte er in Moskau mit anderen deutschen Emigranten im Hotel Lux. Herrnstadt war mit einer russischen Germanistin verheiratet. Der Ehe entsprang 1943 die spätere Schriftstellerin Irina Liebmann. In Moskau arbeitete Herrnstadt als Chefredakteur der neugegründeten Zeitung Neue Zeit im Nationalkomitee Freies Deutschland. Im Frühjahr 1945 war Herrnstadt als elftes Mitglied der Gruppe Ulbricht vorgesehen, wurde aber von der Liste gestrichen, weil er Jude war: Die Sowjetunion fürchtete antisemitische Reaktionen der deutschen Bevölkerung.

### In der Deutschen Demokratischen Republik
Nach dem Zweiten Weltkrieg war Herrnstadt im Osten Berlins von 1945 bis 1949 Chefredakteur der Berliner Zeitung, dem Organ des Magistrats von Berlin, Mitbegründer des Berliner Verlags und des Neuen Deutschland. Außerdem war er von 1950 bis 1953 Mitglied des Zentralkomitees der SED und Kandidat des Politbüros.
Als Chefredakteur ließ er das Neue Deutschland stets der von Moskau vorgegebenen Linie folgen. Selbst als diese Linie im Zusammenhang mit einer angeblichen Ärzteverschwörung in der Sowjetunion antisemitische Züge annahm, wich er nicht davon ab: Am 14. Januar 1953 veröffentlichte das Neue Deutschland beißende Angriffe gegen angeblich „demoralisierte bürgerliche jüdische Nationalisten“ – da Herrnstadt sowohl großbürgerlicher als auch jüdischer Herkunft war, musste er befürchten, damit könne demnächst auch er selbst gemeint sein.
Am 5. März 1953 starb Josef Stalin; am 2. Juni befahl die Sowjetunion der SED den Neuen Kurs, mit dem der seit 1952 forcierte Aufbau des Sozialismus in der DDR zurückgenommen oder verlangsamt werden sollte. Diesem Kurs stand Herrnstadt zunächst skeptisch gegenüber. Als er sich bei dem neuen sowjetischen Hohen Kommissar Wladimir Semjonow über das Tempo des befohlenen Kurswechsels beschwerte, erwiderte dieser: „In 14 Tagen werden Sie vielleicht schon keinen Staat mehr haben.“ Innerhalb des Politbüros positionierte Herrnstadt sich nun gemeinsam mit dem Minister für Staatssicherheit Wilhelm Zaisser als Gegner Ulbrichts. Dabei hatten sie den sowjetischen Geheimdienstchef Lawrenti Beria auf ihrer Seite, der nach Stalins Tod der kommende starke Mann der Sowjetunion zu sein schien. Am 14. Juni 1953 ließ Herrnstadt im Neuen Deutschland unter dem Titel „Es wird Zeit, den Holzhammer beiseite zu legen“ eine kritische Reportage veröffentlichen. Die Autoren beleuchteten kritisch die diktatorischen Methoden, mit denen die Erhöhung der Arbeitsnormen im VEB Wohnungsbau von der SED beschlossen und für den 30. Juni angekündigt worden war. Wenn der Artikel auch nicht die Rücknahme der Normerhöhung forderte, wirkte er doch wie ein Fanal, da er zeigte, dass die Politik des ZK-Generalsekretärs Walter Ulbricht selbst innerhalb des engsten Machtzirkels der SED umstritten war.
Herrnstadt wurde Mitglied einer „Kommission des Politbüros zur Ausarbeitung von Vorschlägen für Veränderungen organisatorischer Art“, in der Zaisser und er offen den bürokratischen und diktatorischen Führungsstil Ulbrichts und Hermann Materns kritisierten, der als Vorsitzender der Zentralen Parteikontrollkommission für die innerparteiliche Disziplin verantwortlich war. Auch in einen Redaktionsausschuss des Politbüros wurde Herrnstadt berufen, der den Neuen Kurs der Parteilinie bis zur nächsten Tagung des ZK gültig formulieren sollte. Der sowjetische Botschafter in Ost-Berlin Iwan Iljitschow bat ihn, gemeinsam mit Zaisser Ulbricht zum Rückzug von der Macht aufzufordern: „Er ist doch ein verständiger Mann, er wird das verstehen. Na, und wenn er nicht verstehen will, dann berichten Sie uns und wir werden tätig werden.“ Am 16. Juni 1953 billigte das ZK den von Herrnstadt mitformulierten Neuen Kurs:

„Es geht darum, eine Deutsche Demokratische Republik zu schaffen, die für ihren Wohlstand, ihre soziale Gerechtigkeit, ihre Rechtssicherheit, ihre zutiefst nationalen Wesenszüge und ihre freiheitliche Atmosphäre die Zustimmung aller ehrlichen Deutschen findet.“

Nur auf diesem Wege ließe sich die deutsche Einheit wiederherstellen. Wie ernst es Herrnstadt damit war, ist in der Forschung umstritten: Klaus Schroeder glaubt nicht, dass Zaisser und er die führende Rolle der SED in Frage stellen wollten. Wilfried Loth dagegen sieht die Erklärung als Indiz dafür, dass die Sowjetunion „die DDR nicht wollte“ und – wie in den Stalin-Noten 1952 – ein neutrales, demokratisches einiges Deutschland vorgezogen hätte.
Weil aber darin die Normerhöhung nicht zurückgenommen wurde, konnte der Neue Kurs den Aufstand vom 17. Juni 1953 nicht mehr aufhalten. Nach der Niederschlagung durch Truppen der Gruppe der Sowjetischen Streitkräfte in Deutschland setzten Herrnstadt und Zaisser ihre Arbeit an der Demontage Ulbrichts fort. Am 26. Juni erarbeitete die Organisationskommission ein neues Führungskonzept für die Partei: Statt des allmächtigen Generalsekretärs an der Spitze sollte es eine kollektive Führung geben. Ulbricht zeigte sich auf Herrnstadts Antrag bereit, die Parteiführung abzugeben. In der Nacht vom 7. auf den 8. Juli 1953 trug Herrnstadt im Politbüro die Vorschläge der Kommission vor. Ihm stimmten Zaisser, Friedrich Ebert, Heinrich Rau und Elli Schmidt zu; für Ulbricht sprachen nur Matern und Erich Honecker. Ulbricht warf Herrnstadt „Fraktionsbildung“ und „Sozialdemokratismus“ vor – beides galt, seitdem sich die SED 1948/49 zur Partei neuen Typs gewandelt hatte, als schwerer Verstoß gegen die Parteidisziplin. Ulbricht erklärte sich aber erneut bereit, zurückzutreten: „Na gut, wenn alle es so sehen, bitte, ich klebe nicht an dem Posten.“ Einen förmlichen Absetzungsbeschluss fasste das Politbüro aber nicht.
Am folgenden Tag reiste Ulbricht nach Moskau. Dort war Beria am 26. Juni gestürzt und verhaftet worden. Nikita Chruschtschow, der Sekretär des Zentralkomitees der KPdSU, und Ministerpräsident Georgi Malenkow unterstützten Ulbricht. Mit dieser Rückendeckung trat Ulbricht am 24. Juli 1953 vor das ZK-Plenum der SED und trug einen Text vor, der mit dem Politbüro nicht abgesprochen war. Als Ursache des „faschistischen Putsches“ (so die DDR-offizielle Bezeichnung für den Aufstand vom 17. Juni 1953) stellte er den Neuen Kurs hin und attackierte Herrnstadt, dem er eine „direkte Unterstützung der Streikenden“ vorwarf. Er konstruierte eine direkte Verbindung der „Herrnstadt-Zaisser-Fraktion“ mit dem gestürzten Beria, dessen angeblich „kapitulantenhafte Haltung […] zur Restaurierung des Kapitalismus habe führen müssen.“ Daher wagten die übrigen Politbüro-Mitglieder nicht zu protestieren, die übrigen ZK-Mitglieder hielten den Text für abgesprochen.
Nach der Plenumssitzung begann eine von Ulbrichts Mitarbeiter Karl Schirdewan orchestrierte publizistische Kampagne gegen Herrnstadt und Zaisser, die in der Öffentlichkeit als „Trotzkisten“ und „Feinde des deutschen Volkes und der Partei der Arbeiterklasse“ bezeichnet wurden. Wie auch andere Opponenten gegen Ulbricht verlor Herrnstadt am 26. Juli 1953 wegen „parteifeindlicher Fraktionsbildung“ seine Sitze in Politbüro und ZK. Noch im selben Jahr verlor er auch seine Stellung als Chefredakteur des Neuen Deutschland. Herrnstadt räumte alle gegen ihn erhobenen Vorwürfe ein und übte gegenüber der Zentralen Parteikontrollkommission (ZPKK) Selbstkritik. Am 23. Januar 1954 schloss ihn die SED aus. Bis zu seinem Lebensende war er, soweit es ihm eine schwere Lungenerkrankung erlaubte, als wissenschaftlicher Mitarbeiter in der Historischen Abteilung II des Deutschen Zentralarchivs in Merseburg tätig.

### Späte Rehabilitierung Ende 1989
Im Jahr 1961 bot die SED Herrnstadt die Wiederaufnahme in die Partei an, unter der Bedingung, dass er Stillschweigen bewahre. Nach den öffentlichen Verleumdungen, denen er ausgesetzt gewesen war, bestand er aber auf einer Rehabilitierung. Herrnstadt lehnte daher den Wiedereintritt in die SED ab. Am 29. November 1989, 23 Jahre nach seinem Tod, rehabilitierte die ZPKK unter Werner Eberlein Herrnstadt im Zuge der friedlichen Revolution in der DDR.

## Schulaufsätze für Kaiser Wilhelm II.
In Merseburg entdeckte Herrnstadt bei seiner Arbeit im DDR-Zentralarchiv vier Aufsätze, die Schüler der Abschlussklasse („Prima“) des Joachimsthalschen Gymnasiums in Berlin 1901 zum Thema Die Beinstellung der Denkmäler in der Siegesallee geschrieben hatten. Diese Aufsätze hatte Kaiser Wilhelm II., Auftraggeber der Siegesallee, höchstpersönlich und teilweise sehr abweichend von der Lehrerzensur bewertet und mit Randbemerkungen versehen. Die Aufsätze waren im Hohenzollernmuseum unter Verschluss gehalten und dann lange vergessen worden. Herrnstadt publizierte sie 1960 unter dem Pseudonym R. E. Hardt mit dem Titel Die Beine der Hohenzollern (siehe Die Beinstellung der Denkmäler in der Siegesallee).

## Schriften
- Freies Deutschland, Organ des Nationalkomitees „Freies Deutschland“. Chefredaktion, 3 Jahrgänge, mindestens 50 Ausgaben, Moskau 1943–1945.
- Über „die Russen“ und über uns. Zur Vorbereitung der Parteikonferenz der SED in Berlin. In: Neues Deutschland. Berlin 1948.
- Der Weg der Ostzone. Mit einem Anhang. Flüchtlinge aus Westdeutschland sprechen. Landesvorstand der KPD Hamburg, Hamburg 1949.
- Der Weg in die Deutsche Demokratische Republik. Dietz, Berlin 1950, 27 Seiten (4. Aufl. 1951).
- Kollege Zschau und Kollege Brumme. Dietz, Berlin 1951 (SED-Agitationsbroschüre gegen Arbeiterrenitenz).
- Die Entwicklung Berlins im Lichte der großen Perspektive – Aufbau des Sozialismus. Diskussionsbeitrag auf der 2. Parteikonferenz der SED, Berlin, 9.–12. Juli 1952. Dietz, Berlin 1952.
- Die erste Verschwörung gegen das Internationale Proletariat. Zur Geschichte des Kölner Kommunistenprozesses 1852. Rütten & Loening, Berlin 1958.
- Die Entdeckung der Klassen. Die Geschichte des Begriffs Klasse von den Anfängen bis zum Vorabend der Pariser Julirevolution 1830. Verlag der Wissenschaften, Berlin 1965.

- Außerdem noch mindestens zwei Werke unter Pseudonym aus der Zeit seiner Abschiebung nach Merseburg, darunter als R. E. Hardt:
  - R. E. Hardt: Die Beine der Hohenzollern. (= Geschichte in der Tasche. 1). Rütten & Loening, Berlin 1960.